# Набэсима Ёсисигэ
Набэсима Ёсисигэ (яп. 鍋島 吉茂, 14 мая 1664 — 4 мая 1730) — японский даймё периода Эдо, пятый правитель княжества Сага (1707—1730).

## Биография
Второй сын Набэсимы Мицусигэ, третьего даймё Саги. Мать, Амахимэ, приёмная дочь Мацудайры Мицумити и родная дочь Наканоина Митидзуми. Его изначальное имя было Норисигэ (矩茂).
Сначала Норисигэ стал наследником своего двоюродного деда Кумасиро Наонаги и сменил своё имя на Кумасиро Наотоси (神代直利). Род Кумасиро был престижной семьёй, которая первоначально занимала должность дай-гудзи в провинции Тикуго, и с тех пор, как Кумасиро Нагаёси усыновил Иэтоси, сына Огавы Нобутоси, младшего брата Набэсимы Наосигэ, он стал служить в качестве каро княжества Сага.
Однако старший брат Наотоси, Набэсима Цунасигэ, 4-й даймё Саги, не имел преемника, поэтому в 1705 году Цунасигэ усыновил его. В 1707 году после смерти Цунасигэ он унаследовал княжество. Также, он сменил своё имя на Ёсисигэ (吉茂), используя иероглиф из имени сёгуна Токугавы Цунаёси и традиционный иероглиф семьи Набэсима. В разгар финансовых трудностей Ёсисигэ работал над налоговой реформой, а также организовал пятнадцать групп военных организаций и составил хронологическую хронику, но пожар в 1726 году уничтожил замок Сага.
В 1730 году Набэсима Ёсисигэ умер в возрасте 65 лет. У него не было детей и перед смертью он сделал преемником младшего брата Кумасиро Наокату, сменившего имя на Набэсима Мунэсигэ после смерти брата.